# Plop (okręg Hunedoara)
Plop – wieś w Rumunii, w okręgu Hunedoara, w gminie Ghelari. W 2011 roku liczyła 23 mieszkańców.